# 翱翔的法國人
翱翔的法國人（法語：« Le Français volant »、英語：The Flying Frenchman），原名「自由鬥士」（法語：« Le combattant pour la liberté »、英語：The Freedom Fighter），是法國藝術家凱撒·巴爾達奇尼1991年設計鑄造的青铜雕塑，安裝在九龍尖沙咀公眾碼頭附近的鐘樓和香港文化中心之間。
它于1992年由卡地亞當代藝術基金會捐贈給香港市民，代表了一種戰鬥機，其上有無數次鬥爭的後遺症和傷痕，其大機翼部分折斷，向天空展開。

## 名字争议
凱撒此前曾將這件雕塑作品命名為为「自由鬥士」（法語：« Le combattant pour la liberté »、英語：The Freedom Fighter），但香港市政局發現它与1989年發生的六四事件太過相似，因此将其重新命名为翱翔的法國人（法語：« Le Français volant »、英語：The Flying Frenchman）。凱撒沒有出席雕像落成典禮，對外宣稱是因為住院，但有傳聞稱，這實際上是為了表達他對雕塑被改名的不滿 。